# Classe Edgar (incrociatore)
La classe Edgar era una classe di incrociatori protetti costruiti intorno al 1891 per la Royal Navy britannica.

## Progettazione

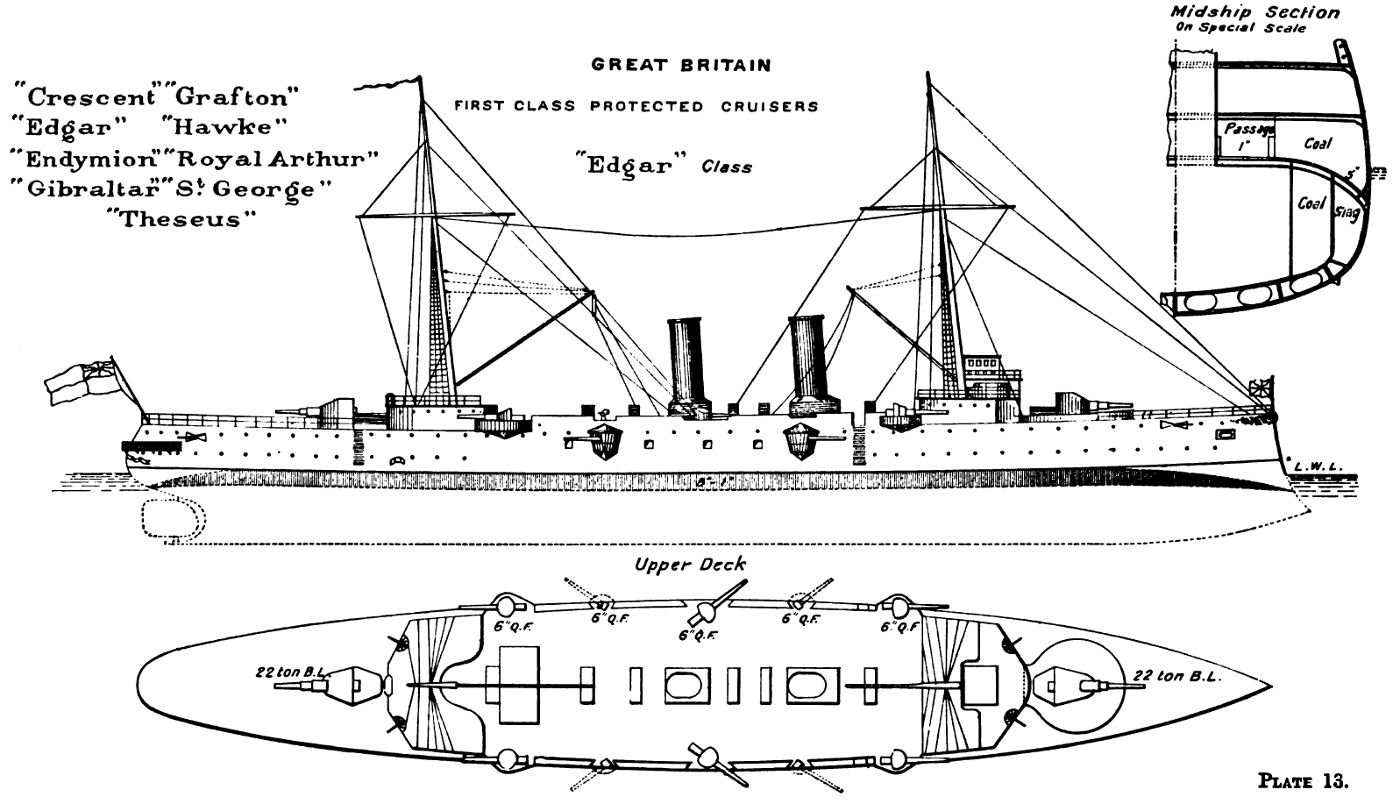
Giusta elevazione, ponte sezione piano e scafo raffigurato nel 1897 annuale navale di Brassey

La Crescent e la Royal Arthur furono costruite con un design leggermente modificato, con un cassero rialzato e un paio di cannoni da 6 pollici sostituendo i cannoni da 9,2. Talvolta le due navi sono considerate una classe separata. La classe Edgar è nota per essere la prima con navi dotate di controcarena anti-siluro, aggiunta a quattro navi della classe durante una ristrutturazione nel 1914.

## Programma di costruzione
La seguente tabella fornisce i dettagli sulla realizzazione e sul costo di acquisto dei membri della classe Edgar. Una pratica comune britannica a quel tempo era di "escludere" l'armamento da questi costi (ci sono inspiegabili discrepanze tra i costi citati in diversi numeri di Brassey's Naval Annual, questo è illustrato dalla tabella nelle note).
| Nave                    | Cantiere                                           | Costruttore dei motori | Data di          | Data di          | Data di          | Costo secondo | Costo secondo | Costo secondo |
| Nave                    | Cantiere                                           | Costruttore dei motori | Impostazione     | Varo             | Completamento    | (BNA 1895)    | (BNA 1905)    | (BNA 1906)    |
| ----------------------- | -------------------------------------------------- | ---------------------- | ---------------- | ---------------- | ---------------- | ------------- | ------------- | ------------- |
| Edgar                   | Devonport Dockyard                                 | Elder                  | 3 giugno 1889    | 24 novembre 1890 | 2 marzo 1893     | £401.083      | £428.081      | £410.980      |
| Hawke                   | Chatham Dockyard                                   | Elder                  | 16 giugno 1889   | 11 marzo 1891    | 16 maggio 1893   | £365.491      | £413.101      | £400.702      |
| Endymion                | C & W Earle, Hull                                  | Earle                  | 22 novembre 1889 | 22 luglio 1891   | 26 maggio 1894   | £350.459      | £397.973      | £375.250      |
| Royal Arthur ex Centaur | HMNB Portsmouth                                    | Maudslay               | 20 gennaio 1890  | 26 febbraio 1891 | 2 marzo 1893     | £402.414      | £427.620      | £412.033      |
| Gibraltar               | Robert Napier & Sons, Govan                        | Napier                 | 2 dicembre 1889  | 27 aprile 1892   | 1º novembre 1894 | £347.634      | £377.741      | £373.236      |
| Grafton                 | Thames Ironworks and Shipbuilding Company Leamouth | Humphrys               | 1º gennaio 1890  | 30 gennaio 1892  | 18 ottobre 1894  | £351.851      | £381.958      | £372.890      |
| St George               | C & W Earle, Hull                                  | Maudslay               | 23 aprile 1890   | 23 giugno 1892   | 25 ottobre 1894  | £377.204      | £407.540      | £388.755      |
| Teseo                   | Thames Ironworks and Shipbuilding Company Leamouth | Maudslay               | 16 luglio 1890   | 8 settembre 1892 | 14 gennaio 1894  | £347.577      | £377.913      | £370.359      |
| Crescent                | HMNB Portsmouth                                    | Penn                   | 13 ottobre 1890  | 30 marzo 1892    | 22 febbraio 1894 | £383.068      | £411.108      | £392.453      |

|           | Costo secondo diversi numeri di Brassey's Naval Annual | Costo secondo diversi numeri di Brassey's Naval Annual | Costo secondo diversi numeri di Brassey's Naval Annual | Costo secondo diversi numeri di Brassey's Naval Annual | Costo secondo diversi numeri di Brassey's Naval Annual | Costo secondo diversi numeri di Brassey's Naval Annual | Costo secondo diversi numeri di Brassey's Naval Annual | Costo secondo diversi numeri di Brassey's Naval Annual | Costo secondo diversi numeri di Brassey's Naval Annual | Costo secondo diversi numeri di Brassey's Naval Annual | Costo secondo diversi numeri di Brassey's Naval Annual | Costo secondo diversi numeri di Brassey's Naval Annual | Costo secondo diversi numeri di Brassey's Naval Annual | Costo secondo diversi numeri di Brassey's Naval Annual | Costo secondo diversi numeri di Brassey's Naval Annual | Costo secondo diversi numeri di Brassey's Naval Annual | Costo secondo diversi numeri di Brassey's Naval Annual | Costo secondo diversi numeri di Brassey's Naval Annual |
| --------- | ------------------------------------------------------ | ------------------------------------------------------ | ------------------------------------------------------ | ------------------------------------------------------ | ------------------------------------------------------ | ------------------------------------------------------ | ------------------------------------------------------ | ------------------------------------------------------ | ------------------------------------------------------ | ------------------------------------------------------ | ------------------------------------------------------ | ------------------------------------------------------ | ------------------------------------------------------ | ------------------------------------------------------ | ------------------------------------------------------ | ------------------------------------------------------ | ------------------------------------------------------ | ------------------------------------------------------ |
|           | 1888-89                                                | 1890                                                   | 1891                                                   | 1892                                                   | 1893                                                   | 1894                                                   | 1895                                                   | 1896                                                   | 1897                                                   | 1898                                                   | 1899                                                   | 1900                                                   | 1901                                                   | 1902                                                   | 1903                                                   | 1904                                                   | 1905                                                   | 1906                                                   |
| HMS Edgar | Assente                                                | Non dichiarato                                         | £373.548 costruzione                                   | £398.340 costruzione                                   | £401.083                                               | £401.083                                               | £401.083                                               | £401.083                                               | £401.083 stimato                                       | £401.083 stimato                                       | £401.083                                               | £401.083 stimato                                       | £401.083 stimato                                       | £401.083                                               | £428.081                                               | £428.081                                               | £428.081                                               | £410.980                                               |